# Мікі Бей
Мікі Бей (англ. Mickey Bey, нар. 27 квітня 1983) — американський боксер-професіонал, що виступав в легкій вазі. Чемпіон світу за версією IBF (2014 — 2015).

## Професіональна кар'єра
13 вересня 2014 року в Лас-Вегасі відбувся бій між Міккі Беєм і чемпіоном IBF в легкій вазі мексиканцем Мігелем Васкесом. Близький бій з великою кількістю клінчів завершився перемогою розділеним рішенням Бея, який став новим чемпіоном світу IBF.
Перший захист титулу Бей мав провести в Лас-Вегасі 30 квітня 2015 року проти росіянина Дениса Шафікова. Однак вже після досягнення угоди про бій він відмовився від бою. Після цього Бей підписав контракт про захист титулу проти Дениса Шафікова 18 липня 2015 року в Макао, Китай, але знову відмовився від бою і звільнив титул IBF.
3 червня 2016 року Бей зустрівся в бою з новим чемпіоном IBF в легкій вазі Рансесом Бартелемі і зазнав поразки розділеним рішенням.

## Тренерська діяльність
Після завершення виступів Міккі Бей ввійшов до тренувального табору американського боксера Девіна Хейні.